# 동나이강
동나이강(Đồng Nai river)은 베트남 중부 고원 지방에서 발원한 길이 586km의 강이다. 동나이라는 이름은 동나이성에서 왔으며, 럼동성, 닥농성, 빈프억성, 동나이성, 빈즈엉성, 호치민시를 지나간다.